# Frankit

FRANKIT-Frankierabdruck mit Werbeklischee, Matrixcode und Klartext mit dem Frankiervermerk „Entgelt bezahlt“ (hier für vorsortierte Infopost)

Frankit (in Eigenschreibweise FRANKIT) ist eine digitale Frankiertechnologie der Deutschen Post AG (DPAG). Sie ist verbunden mit der Einführung digitaler Frankiermaschinen einschließlich notwendiger Infrastruktur bei den Herstellern (Vergabezentren) und der DPAG. Das Frankit-Einführungsprogramm wurde im April 2004 gestartet und mit Incentivemaßnahmen von der DPAG gefördert.

## Aufgabe
Frankit-Frankiermaschinen sollen schrittweise ältere Freistempelmaschinen mit Rotationsdruck ablösen. Sie arbeiten mittels digitaler Drucktechnologie – weshalb die DPAG statt bisher Freistempelmaschine den neuen Begriff Frankiermaschine verwendet – und drucken einen Frankit-Frankierabdruck mit allen relevanten Daten (Sendungsnummer, Frankiermaschinenmodell und -nummer sowie Frankierart) verschlüsselt in einem 36×36-DataMatrix-Code (2-D-Strichcode). Zusätzlich befindet sich rechts daneben ein lesbarer Klartext mit Porto, Datum und einem Identcode. Der Frankit-Abdruck wird in blauer Farbe auf der Postsendung oder auf einem selbstklebenden Frankierstreifen angebracht. Jeder Abdruck ist durch eine individuelle Sicherheitsinformation ein Unikat. Der Raum links neben dem Matrixcode kann optional für Werbung oder für Briefzusatzleistungen (zum Beispiel zusätzlicher Barcode für Einschreiben) genutzt werden, die neben den DPAG-Basisprodukten auch mit bestimmten Frankit-Maschinen frankiert werden können, so dass das relativ aufwändige Anbringen des Barcodeaufklebers vollständig entfällt. Die Frankierabdrucke werden von der DPAG zum Zweck der Entgeltsicherung sowie der Ablaufsteuerung und -sicherung (Routing) gelesen.

## Sicherheit
Die Portoaufladung erfolgte lange Zeit per Modemleitung mit dem Vergabezentrum des Herstellers. Heute wird diese Verbindung per LAN- oder WLAN-Anbindung über das Internet hergestellt. Gleichzeitig werden an die Frankiermaschine Sicherheitsinformationen und bei Bedarf Portotabellen übertragen. Jede Frankit-Frankiermaschine besitzt einen gesicherten Bereich in Form eines Sicherheitsmoduls. Jedes Maschinenmodell muss umfangreiche Sicherheitszertifizierungen durch unabhängige Prüfinstitute durchlaufen.

## Identcode
Der Identcode im Klartextbereich neben dem aufgedruckten Datum enthält Informationen über Hersteller, Typ und Seriennummer der Frankiermaschine.
Die Herstellerkennung ist wie folgt aufgeschlüsselt:
- 1D – Neopost
- 2D – Frama
- 3D – Francotyp-Postalia
- 4D – Pitney Bowes
- 5D – nicht belegt
- 6D – Telefrank
- 7D - nicht belegt

Die nachfolgenden 2 Ziffern liefern Informationen über das Modell des jeweiligen Maschinenherstellers.
Die letzten 6 Zeichen stellen die individuelle Maschinennummer in hexadezimaler Schreibweise dar.